# Adriana Herrán
Adriana Marulanda Herrán es una actriz colombiana, reconocida por su asociación con el director de cine Carlos Mayolo, protagonizando sus dos películas más emblemáticas,  Carne de tu carne (1983) y La mansión de Araucaima (1986).

## Carrera
Adriana nació en la ciudad de Bogotá, donde se inició en la actuación como actriz en el grupo de teatro La Candelaria. Más tarde se trasladó a la ciudad de Cali para continuar cursando talleres de actuación. Allí fue descubierta por el director de cine Carlos Mayolo, quien la incluyó en su película de cine fantástico Carne de tu carne en 1983 en el papel principal. La película inicialmente causó una gran polémica en Colombia por sus temáticas sobre el incesto y por contener algunas escenas de extrema violencia. Por su participación en la película, Herrán ganó un premio en 1984 en la categoría mejor actriz en el Festival IMAGFIC en Madrid, España. Tres años más tarde se registró su segunda colaboración con el director en la película de época basada en el relato de Álvaro Mutis La mansión de Araucaíma, donde compartió reparto con destacados actores como Vicky Hernández y Alejandro Buenaventura. Ese mismo año interpretó a Matilde en la película El día que me quieras, historia basada en una visita del argentino Carlos Gardel durante su gira musical de 1935 a Venezuela. En 1989 integró el reparto de Amar y vivir, largometraje dirigido por Carlos Duplat.
En la década de 1990 se aventuró en el mundo de la televisión, sin lograr obtener la misma repercusión que en el cine. En 1991 interpretó a Bertica en la telenovela Ana de negro, donde fue dirigida por Darío Vargas. Una de sus últimas apariciones como actriz ocurrió en la obra teatral María es tres, dirigida por el dramaturgo Fabio Rubiano. En 1994 empezó a cursar estudios en Ciencias Políticas e Historia en la Universidad de los Andes, abandonando su carrera como actriz.

## Filmografía

### Cine y televisión
- 1991 - Ana de negro (TV)
- 1989 - Amar y vivir
- 1986 - El día que me quieras
- 1986 - La mansión de Araucaima
- 1983 - Carne de tu carne